# Исаев, Младен
Младе́н Иса́ев Младе́нов (болг. Младен Исаев Младенов; 7 июня 1907, Балювица, Болгария — 14 мая 1991, София, Болгария) — болгарский поэт. Один из авторов гимна НРБ (в 1950—1964) «Българийо мила».

## Биография
Родился в крестьянской семье. Член Болгарской коммунистической партии с 1937 года. Ветеран революционного движения. Автор ряда поэтических сборников, проникнутых пафосом борьбы с нацизмом. После освобождения из лагеря, в 1944 года становится активным участником строительства новой болгарской культуры. Переводил на болгарский язык стихи русских поэтов. Писал произведения для детей.
Был женат на поэтессе Людмиле Исаевой.

## Сочинения
- «Пожары» (1932)
- «Ясность» (1936)
- «Тревожная планета» (1938)
- «Человеческая песня» (1941)
- «Война» (1945)
- «Огонь» (1946)
- «Поэма о Вапцарове» (1948)
- «Звезда мира» (1950)
- «Любовь» (1954)
- «Щедрость» (1966)
- «Высота» (1969)
- поэма «Гнев» (1973)
- мемуары «Незабываемое» (1976)

## Издания
- Стихотворения и поемы. — С., 1955.
- Избрани творби, кн. 1‒2. — С., 1967.
- Лирика. — М., 1964.

## Награды
- 1951 — Димитровская премия («Звезда мира»)
- 1963 — Заслуженный деятель культуры НРБ
- 1967 — орден «Знак Почёта»
- 1967 — Герой Социалистического Труда (НРБ)
- 1970 — Народный деятель культуры НРБ
- 1982 — Герой Народной Республики Болгария